# Imposters
Imposters ou Imposteurs au Québec, est une série télévisée américaine d'humour noir en vingt épisodes de 42 minutes créée par Adam Brooks et Paul Adelstein, diffusée entre le 7 février 2017 et le 7 juin 2018 sur Bravo et en simultané sur W Network au Canada.
Au Québec, elle est diffusée depuis le 5 avril 2018 sur le réseau V, en Suisse depuis le 10 août 2019 sur la RTS Un, en France à partir du 8 janvier 2020 sur Téva. Elle reste inédite dans les autres pays francophones.

## Synopsis
Maddie est une experte du déguisement et arnaqueuse de haut vol, elle séduit ses cibles et disparaît après leur avoir passé la bague au doigt, en prenant soin de leur dérober leur argent et de suffisantes informations sensibles pour les détourner d'aller voir la police. Tout se complique quand Ezra, sa cible la plus récente, rencontre une autre victime. Ceux-ci, en se rendant compte qu'ils ont été dupés par la même personne, unissent leurs forces pour retrouver celle qui les a ruinés.

## Distribution

### Acteurs principaux
- Inbar Lavi (VFB : Audrey d'Hulstère) : Maddie Jonson (Ava / Alice / Saffron / Cece)
- Rob Heaps (VFB : Maxime Donnay) : Ezra Bloom
- Parker Young (VFB : Nicolas Matthys) : Richard Evans
- Marriane Rendón (VFB : Fabienne Loriaux) : Jules Langmore
- Stephen Bishop (VFB : Laurent Bonnet) : Patrick Campbell (Agent Simons)
- Brian Benben (VFB : Robert Guilmard) : Max

### Acteurs récurrents
- Megan Park (VFB : Marie du Bled) : Gabby
- Mark Harelik (VFB : Olivier Cuvellier) : Arthur Bloom
- Katherine LaNasa (VFB : France Bastoen) : Sally
- Mary Kay Place (VFB : Myriam Thyrion) : Marsha Bloom
- Adam Korson (en) (VFB : Pierre Lognay) : Josh Bloom
- Uma Thurman (VFB : Juliette Degenne) : Lenny Cohen
- Aaron Douglas (VFB : Jean-Marc Delhausse) : Gary Heller
- Chastity Dotson (pt) : Gina
- Denise Dowse (nl) : Tante Colleen (Agent Cook)
- Rachel Skarsten : Poppy Langmore

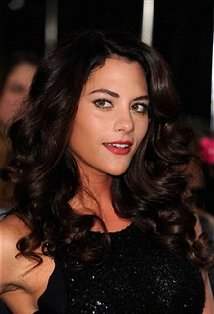
Inbar Lavi interprète Maddie Johnson
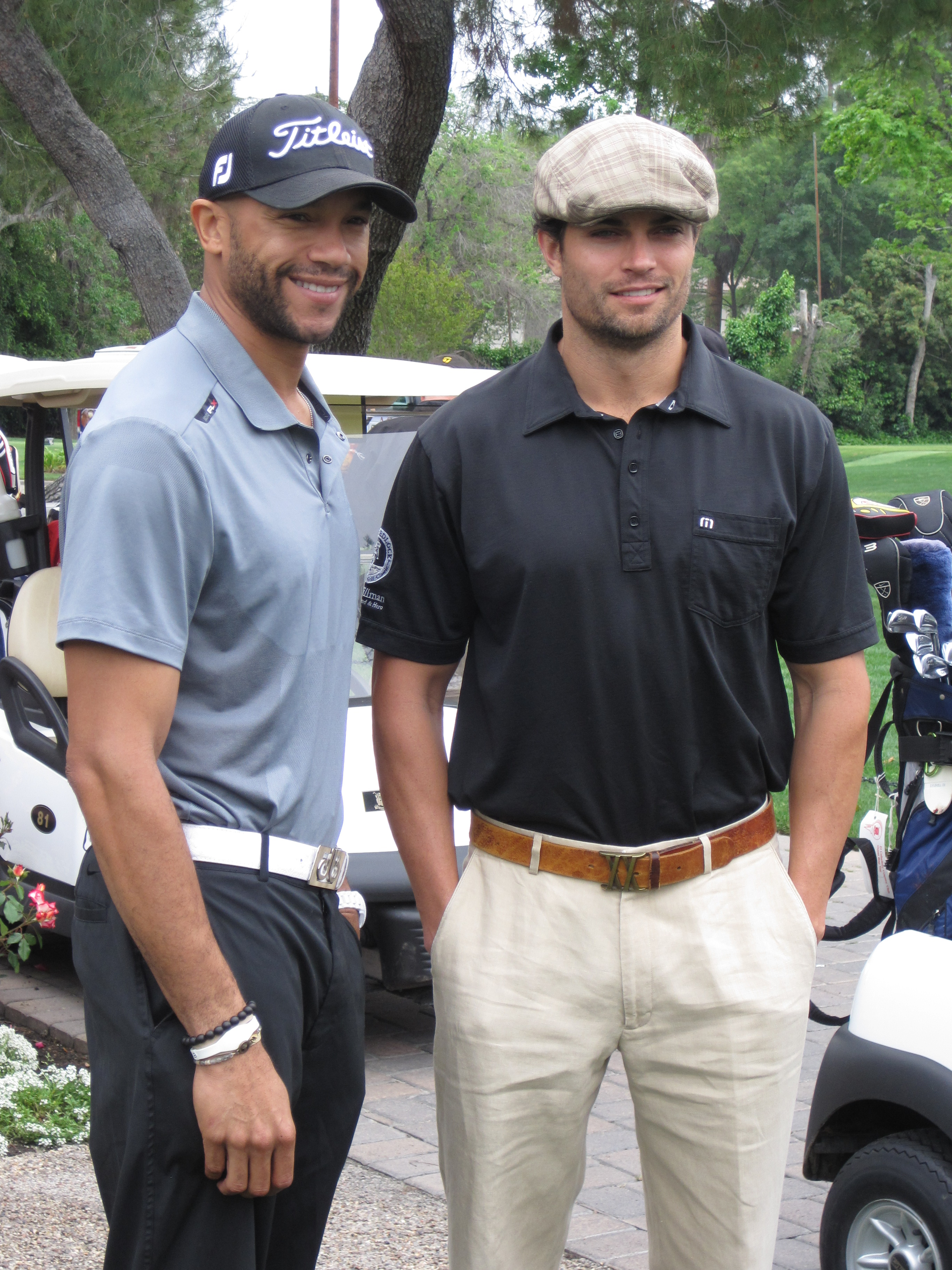
Stephen Bishop (à gauche) interprète Patrick Campbell
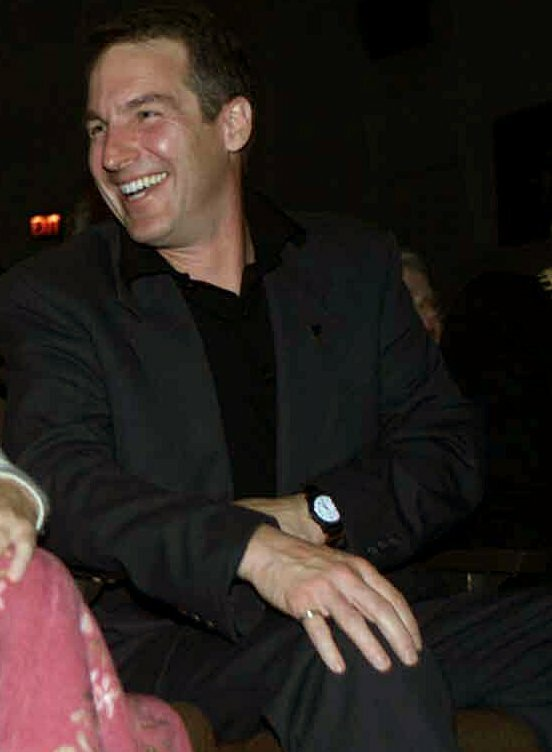
Brian Benben interprète Max
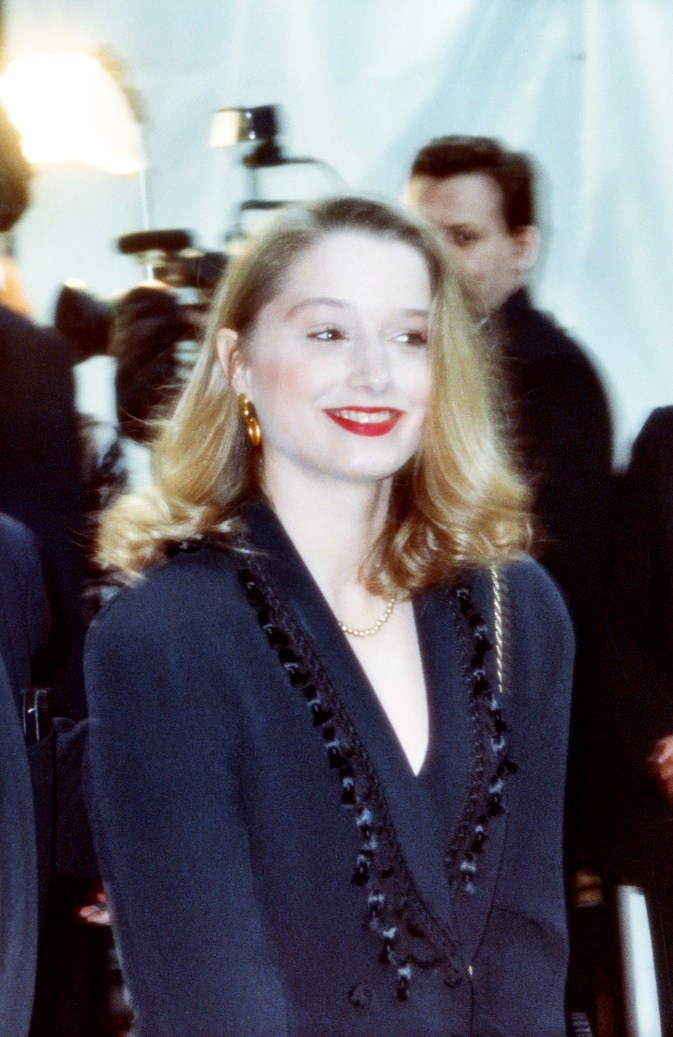
Katherine LaNasa interprète Sally
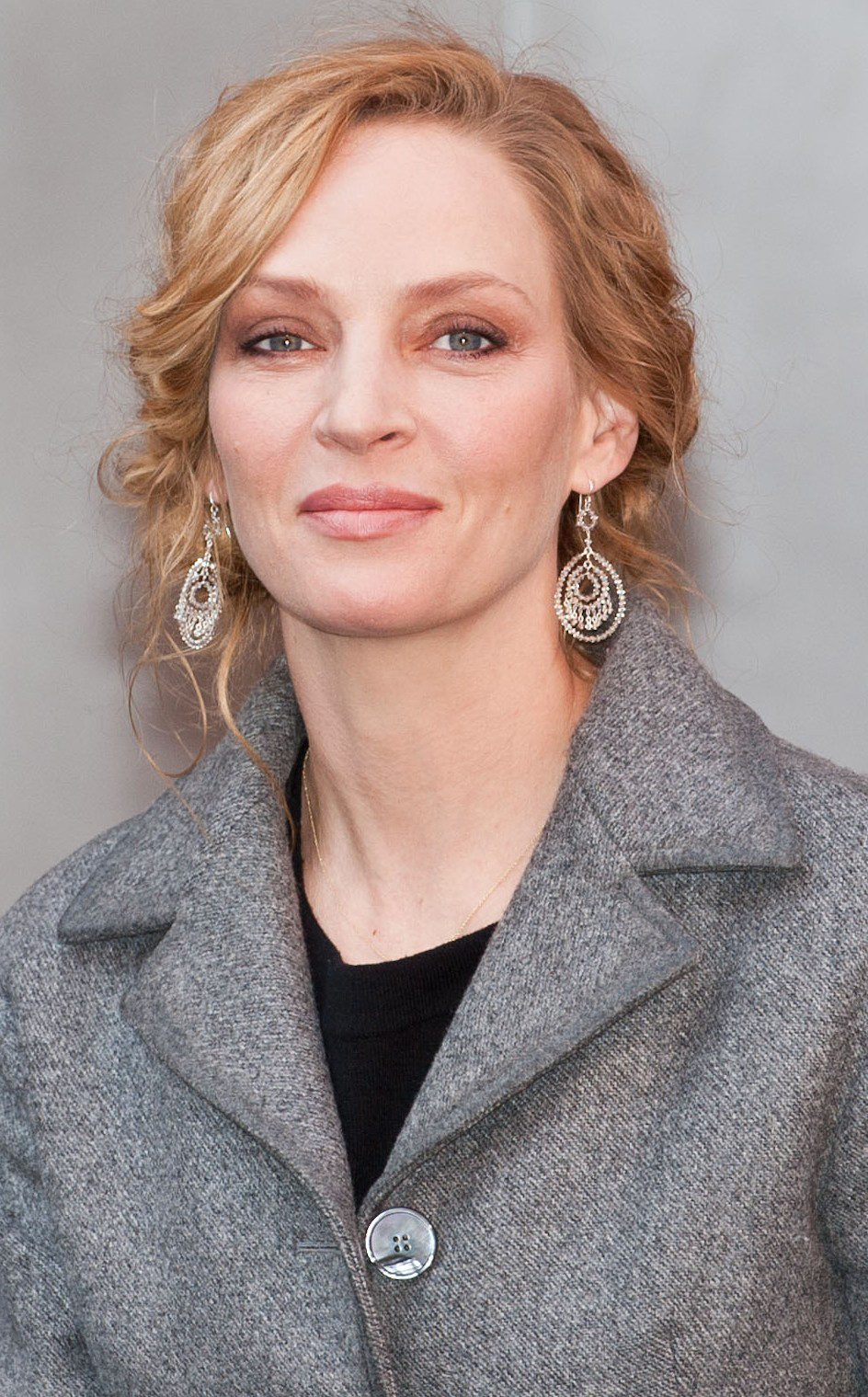
Uma Thurman interprète Lenny Cohen
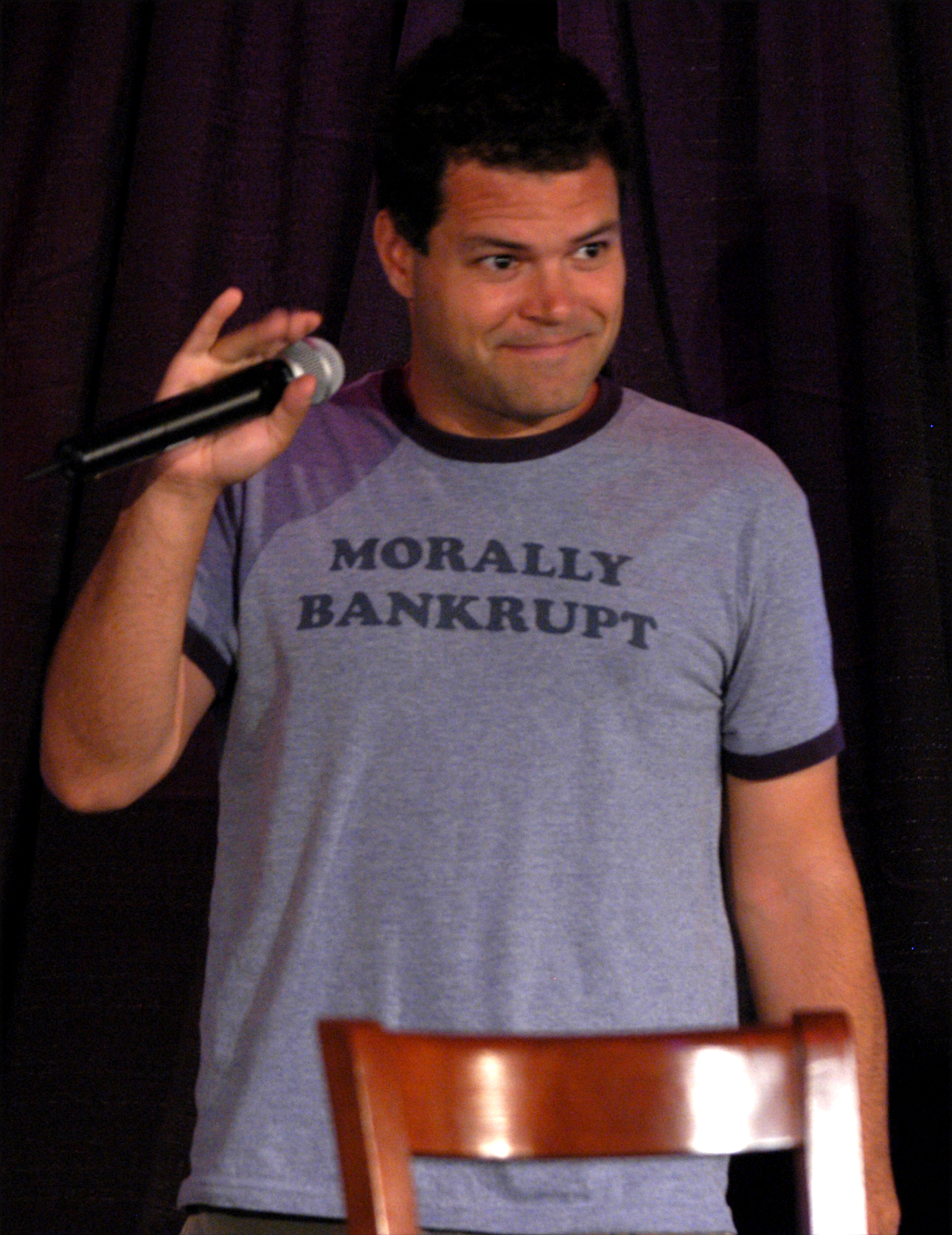
Aaron Douglas interprète Gary Heller

- Version française
  - Société de doublage :
  - Direction artistique :
  - Adaptation des dialogues : Samuel Lavie/Julia Borsatto[5]

 Source et légende : version française (VF) sur RS Doublage

## Production

### Développement
En avril 2015, Bravo lance trois projets de séries dont celui-ci sous le titre My So-Called Wife.
En novembre 2016, Bravo a annoncé le début de la diffusion à partir du 7 février 2017.
En avril 2017, Bravo annonce le renouvellement de la série pour deuxième saison de dix épisodes diffusés en 2018.
Le 1er juin 2018, la série est arrêtée.

### Casting
L'actrice Inbar Lavi obtient le rôle principal de Maddie en octobre 2015.
En novembre 2015, Parker Young et Stephen Bishop sont choisis pour interpréter Richard et Patrick. Rob Heaps obtient le rôle principal de Ezra Bloom.
Brian Benben, Katherine LaNasa, Megan Park, Adam Korson, Mark Harelik obtiennent les rôles respectifs de Max, Sally, Gaby, Josh et Arthur.
En septembre 2016, Marriane Rendón obtient le rôle de Jules. Uma Thurman est choisie pour le rôle de Lenny Cohen.
En octobre 2017, Rachel Skarsten est choisie pour interpréter le rôle Poppy Langmore, la sœur de Jules. Dans le même temps, le co-créateur de la série et acteur Paul Adelstein apparaîtra dans plusieurs épisodes dans la saison 2 où il va interpréter Shelly Cohen, un fixateur mystérieux qui se trouve être l'ex-mari de Lenny Cohen.
En novembre 2017, Sam Gilroy est choisie pour interpréter Michael, un homme doux et bien intentionné qui travaille à la retraite de luxe de bien-être tandis que Anne-Marie Johnson interprétera Gail, une psychologue / thérapeute dans une retraite de luxe de bien-être.
En décembre 2017, Abby Miller obtient le rôle de Charlotte, une collectionneuse avide tandis que Bruce Davison jouera Cy Roberts, un escroc à la retraite. Dans le même temps, Griffin Dunne et Jaime Ray Newman apparaîtront eux aussi en tant que récurrent dans la seconde saison.

## Fiche technique
- Titre original et français : Imposters
- Titre québécois : Imposteurs
- Création : Adam Brooks et Paul Adelstein
- Réalisation : Adam Brooks, Marta Cunningham, Wayne Yip et April Mullen
- Scénario : Adam Brooks, Paul Adelstein, Emily Cook, Kathy Greenberg, Andy Parker, Neena Beber et Sheila R. Lawrence
- Direction artistique : Joanna Dunn et Doris Deutschmann
- Décors : Ian Nothnagel
- Costumes : Katrina McCarthy
- Photographie : Tobias Fatum et Jan Pester
- Montage : Jessica Hernandez, Suzanne Spangler, Nina Kawazaki et Peter Teschner
- Effets visuels : CoSA FX
- Musique : Talia Osteen et Doc Rosenblatt
- Production : Patty Long et John G. Lenic
  - Production exécutive : Adam Brooks, Paul Adelstein
  - Coproduction : Warren Carr et Gregg Tilson
- Sociétés de production : Universal Cable Productions (en)
- Sociétés de distribution : Bravo! (États-Unis), DiziMax (Turquie)
- Pays d’origine :  États-Unis
- Langue originale : anglais
- Format : couleur - 35 mm - 16:9 - son Dolby Digital
- Genre : Drame, Comédie, Mystère
- Durée : 42 minutes

 Sauf indication contraire, les informations mentionnées dans cette section peuvent être confirmées par la base de données cinématographiques IMDb,  présente dans la section « Liens externes ».

## Épisodes

### Première saison (2017)
| # | Titre,                                                         | Réalisation      | Scénario                      | Audiences | Première diffusion |
| --- | -------------------------------------------------------------- | ---------------- | ----------------------------- | --------- | ------------------ |
| 1 | Ma soi-disant femme My So-Called Wife                          | Adam Brooks      | Paul Adelstein et Adam Brooks | 655 000   | 7 février 2017     |
| Ezra Bloom pensait s'être marié à la femme de ses rêves… jusqu'à ce qu'il apprenne que sa bien-aimé épouse est une arnaqueuse et qu'il était sa dernière victime. Alors qu'elle quitte la ville, Ezra se trouve un allié malgré lui !               |                                                                |                  |                               |           |                    |
| 2 | Apprentis pickpockets My Balls, Dickhead                       | Adam Brooks      | Kathy Greenberg et Emily Cook | 661 000   | 14 février 2017    |
| Maddie essaye de séduire sa prochaine victime mais se retrouve séduite par le mystérieux Patrick. Ezra et Richard découvrent qu'arnaquer les gens est bien plus compliqué qu'il n'y parait… Ils font une surprenant découverte dans leur recherche. |                                                                |                  |                               |           |                    |
| 3 | Recherche d'indices We Wanted Every Lie                        | Adam Brooks      | Andy Parker                   | 627 000   | 21 février 2017    |
| Alors qu'Ezra, Richard et Jules trouve un indice crucial sur le passé de Maddie. L'intérêt que porte Maddie pour Patrick devient dangereux pour Max, Sally et leur dangereux patron -Le Docteur.                                                    |                                                                |                  |                               |           |                    |
| 4 | Cohen, Lenny Cohen Cohen. Lenny Cohen.                         | Adam Brooks      | Paul Adelstein et Adam Brooks | 745 000   | 28 février 2017    |
| Ezra, Richard et Jules rendent visite aux parents de Maddie. Sally fait une découverte qui aura des répercussions sur la mission. Maddie se rapproche de plus en plus de Patrick et Lenny Cohen arrive pour remettre les choses en place.           |                                                                |                  |                               |           |                    |
| 5 | Un requin est-il gentil ou méchant ? Is a Shark Good or Bad    | Adam Brooks      | Paul Adelstein et Adam Brooks | 701 000   | 7 mars 2017        |
| Tout en profitant de leur vie d'arnaqueurs, Ezra, Richard et Jules se rapprochent de plus en plus de Maddie. Lenny Cohen nettoie le dérapage de Sally. Maddie est dévastée quand le Docteur lui assigne sa nouvelle victime : Patrick.              |                                                                |                  |                               |           |                    |
| 6 | La Fête d'anniversaire The Maddie Code                         | Marta Cunningham | Neena Beber (en)              | 872 000   | 14 mars 2017       |
| Patrick organise une fête d'anniversaire pour Maddie avec des invités inattendus. Richard fait une surprenante découverte sur Patrick et sa famille.                                                                                                |                                                                |                  |                               |           |                    |
| 7 | Football, banane, Tour Eiffel Frog-Bikini-Eiffel Tower         | Wayne Yip (de)   | Sheila R. Lawrence            | 804 000   | 21 mars 2017       |
| Un retour inattendu à la maison confronte Ezra à ses choix d'avenir : diriger l'entreprise familiale ou poursuivre ses recherches. Maddie et Patrick partent en escapade amoureuse. Jules doit faire face à son passé.                              |                                                                |                  |                               |           |                    |
| 8 | Aprentis arnaqueurs In the Game                                | Wayne Yip (de)   | Kathy Greenberg et Emily Cook | 637 000   | 28 mars 2017       |
| Ezra, Richard et Jules donnent à Maddie quelques informations vitales. Maddie et Max prépare un plan pour sauver leur vie mais ils devront faire appel aux "pigeons". Maddie et Patrick parlent de mariage et font un marché.                       |                                                                |                  |                               |           |                    |
| 9 | L'arrivée du docteur Ladies and Gentlemen, the Doctor Is In    | Paul Adelstein   | Andy Parker                   | 805 000   | 4 avril 2017       |
| Avec le mariage qui approche, Maddie se démène pour garder tout sur les rails. Ezra tente de faire un marché avec Patrick. Richard apprend l'art de l'arnaque avec Max. Jules fait une rencontre inattendue.                                        |                                                                |                  |                               |           |                    |
| 10 | Toujours avancer, ne jamais reculer Always Forward, Never Back | Adam Brooks      | Paul Adelstein et Adam Brooks | 801 000   | 11 avril 2017      |
| Alors que Patrick et Maddie se disent "Oui", la très attendue confrontation des arnaqueurs et des agents du FBI se joue. De quel côté Maddie se rangera-t-elle et qui en ressortira victorieux ?                                                    |                                                                |                  |                               |           |                    |
| Moyenne d'audience : 721 000 |                                                                |                  |                               |           |                    |

### Deuxième saison (2018)
Elle est diffusée depuis le 5 avril 2018.
1. La Vente (Fillion Bollar King)
2. Aucune chance (Trouble Maybe)
3. Mensonge ou vérité ? (Old Unresolved Shit)
4. Andiamo (Andiamo)
5. La Recrue (Maybe/Definitely)
6. Ça suffit, vous pouvez filer ! (That's Enough. Off You Go.)
7. Les fantômes du chalet Langmore (Maid Marian on Her Tip-Toed Feet)
8. L'arrosé arroseur (Phase Two Sucks)
9. Le monde a besoin de héros (The World Needs Heroes. Over.)
10. Et le prix est décerné à… (See You Soon, Macaroon)